# Has Fidanken
Has Fidanken è il terzo singolo del comico italiano Gianfranco D'Angelo, pubblicato nel 1984.

## Descrizione
Il singolo viene pubblicato sull'onda della popolarità dell'omonimo personaggio di Gianfranco D'Angelo ospitato dal programma televisivo Drive In. Il brano Has Fidanken viene scritto da Enrico Vaime, Giancarlo Nicotra, Roberto Satti (meglio noto come Bobby Solo) e Romano Musumarra. Quest'ultimo cura anche gli arrangiamenti del brano.
Il disco viene pubblicato in un'unica edizione, in formato 7" a 45 giri, dall'etichetta discografica Fontana, con numero di catalogo 880 023-7, recante sul lato B la versione strumentale della stessa title track.

## Tracce
1. Has Fidanken – 4:00 (Enrico Vaime, Giancarlo Nicotra, Roberto Satti, Romano Musumarra)
2. Has Fidanken (versione dance strumentale) – 4:00 (Enrico Vaime, Giancarlo Nicotra, Roberto Satti, Romano Musumarra)

Durata totale: 8:00

## Crediti
- Gianfranco D'Angelo - voce